# آیتکین محمدوف
آیتکین محمدوف (ترکی آذربایجانی: Aytəkin Məmmədov; ۲۹ مهٔ ۱۹۶۷ – ۱۸ دسامبر ۱۹۹۱) قهرمان ملی جمهوری آذربایجان و از افسران آذربایجانی حاضر در جنگ قره‌باغ بود.

## اوایل زندگی
آیتکین محمدوف ۲۹ ماه مه سال ۱۹۶۷ در شهرستان گدابیگ آذربایجان شوروی به دنیا آمد. وی بعد از پشت سر گذاشتن آموزش متوسطه اش در سال ۱۹۸۴، سربازی خود را بین سال‌های ۱۹۸۵ تا ۱۹۸۷ در ارتش شوروی سابق گذراند.

## جنگ قره‌باغ
آیتکین محمدوف در سال ۱۹۹۱ در نیروهای ویژه وزارت امور داخله جمهوری آذربایجان استخدام و برای مقابله با تهاجم نیروهای مسلح ارمنستان به قره‌باغ کوهستانی به شهرستان گوی‌گول اعزام شد. او در نبردی که در دسامبر ۱۹۹۱ در حوالی همان شهرستان حادث گردید، کشته شد. جنازهاش در گورستان روستای «دوزیورد» تدفین شد.

## نشان
به موجب فرمان شماره ۲۶۴ ریاست جمهوری آذربایجان به تاریخ ۸ اکتبر سال ۱۹۹۲، پس از مرگش از آیتکین محمدوف در پاس اقدمات قهرمانانه اش که در طول نبردهایی در قره‌باغ از خود نشان داد، با اعطاء نشان قهرمان ملی این کشور تقدیر به عمل آمد.

## یادمان
- مدرسه ای در ده «دوزیورد» شهرستان گدابیگ وامدار اسم آیتکین محمدوف می‌باشد.[۵]
- در سال ۲۰۱۳، فیلمی موسوم به «قهرمانان دژ غیرقابل تصرف» دربارهٔ زندگی‌نامه و کارنامه نظامی آیتکین محمدوف و ۳ دیگر قهرمان ملی اهل گدابیگ، مظاهر رستموف، الهام علی‌اف، و اسکندر آزناووروف، ساخته شده‌است.[۶]